# Начальник Генерального штаба (Великобритания)

Флаг начальника Генерального штаба Вооружённых сил Великобритании

Начальник Генерального штаба (англ. Chief of the General Staff, CGS) — высшая воинская должность в Британской армии. Учреждена в 1904 году; в 1909—1964 годах носила название Начальник Имперского Генерального штаба (англ. Chief of the Imperial General Staff, CIGS).

## Начальники Генерального штаба (1904–1908)
| Звание      | Имя                  | Фото | В должности                               | Примечания |
| ----------- | -------------------- | ---- | ----------------------------------------- | ---------- |
| генерал     | Сэр Невилл Литтелтон |      | 12 февраля 1904 года — 2 апреля 1908 года | [ 1 ]      |
| фельдмаршал | Сэр Уильям Николсон  |      | 2 апреля 1908 года — 22 ноября 1909 года  | [ 2 ]      |

## Начальники Имперского Генерального штаба (1909-1964)
| Звание            | Имя                                  | Фото | В должности                                   | Примечания                              |        |
| ----------------- | ------------------------------------ | ---- | --------------------------------------------- | --------------------------------------- | ------ |
| фельдмаршал       | Сэр Уильям Николсон                  |      | 22 ноября 1909 года — 15 марта 1912 года      | [ 3 ]                                   |        |
| фельдмаршал       | Сэр Джон Френч                       |      | 15 марта 1912 года — 6 апреля 1914 года       | [ 4 ]                                   |        |
| генерал           | Сэр Чарльз Дуглас                    |      | 6 апреля — 25 октября 1914 года               | [ 5 ]                                   |        |
| генерал-лейтенант | Сэр Джеймс Вольф-Мюррей              |      | 30 октября 1914 года — 26 сентября 1915 года  | [ 6 ]                                   |        |
| генерал           | Сэр Арчибальд Мюррей                 |      | 26 сентября — декабрь 1915 года               | [ 7 ]                                   |        |
| генерал           | Сэр Уильям Робертсон                 |      | 23 декабря 1915 года — февраль 1918 года      | [ 8 ]                                   |        |
| Фельдмаршал       | Сэр Генри Хьюз Уилсон                |      | 19 февраля 1918 года — 19 февраля 1922 года   | [ 9 ]                                   |        |
| Фельдмаршал       | Сэр Фредерик Рудольф Ламберт         |      | 19 февраля 1922 года — 19 февраля 1926 года   | [ 10 ]                                  |        |
| Фельдмаршал       | Сэр Джордж Милн                      |      | 19 февраля 1926 года — 19 февраля 1933 года   | [ 11 ]                                  |        |
| Фельдмаршал       | Сэр Арчибальд Монтгомери-Массингберд |      | февраль 1933 года — февраль 1936 года         | [ 12 ]                                  |        |
| Фельдмаршал       | Сэр Сирил Деверелл                   |      |                                               | февраль 1936 года — 6 декабря 1937 года | [ 13 ] |
| Генерал           | Джон Стендиш Горт                    |      | 6 декабря 1937 года — 3 сентября 1939 года    | [ 14 ]                                  |        |
| Генерал           | Сэр Эдмунд Айронсайд                 |      | 3 сентября 1939 года — 26 мая 1940 года       | [ 15 ]                                  |        |
| Фельдмаршал       | Сэр Джон Грир Дилл                   |      | 26 мая 1940 года — 25 декабря 1941 года       | [ 16 ]                                  |        |
| Фельдмаршал       | Сэр Алан Френсис Брук                |      | 25 декабря 1941 года — 25 июня 1946 года      | [ 17 ]                                  |        |
| Фельдмаршал       | Сэр Бернард Монтгомери               |      | 25 июня 1946 года — 1 ноября 1948 года        | [ 17 ] [ 18 ]                           |        |
| Фельдмаршал       | Сэр Уильям Слим                      |      | 1 ноября 1948 года — 1 ноября 1952 года       | [ 19 ]                                  |        |
| Фельдмаршал       | Сэр Джон Хардинг                     |      | 1 ноября 1952 года — 29 сентября 1955 года    | [ 20 ]                                  |        |
| Фельдмаршал       | Сэр Джеральд Темплер                 |      | 29 сентября 1955 года — 29 сентября 1958 года | [ 21 ]                                  |        |
| Фельдмаршал       | Сэр Фрэнсис Фестинг                  |      | 29 сентября 1958 года — 1 ноября 1961 года    | [ 22 ]                                  |        |
| Фельдмаршал       | Сэр Ричард Халл                      |      | 1 ноября 1961 года — апрель 1964 года         | [ 23 ] [ 24 ] [ 25 ]                    |        |

## Начальники Генерального штаба (с 1964 года)
| Звание      | Имя                      | Фото             | В должности                                  | Примечания           |
| ----------- | ------------------------ | ---------------- | -------------------------------------------- | -------------------- |
| Фельдмаршал | Сэр Ричард Халл          |                  | апрель 1964 года — 8 февраля 1965 года       |                      |
| Фельдмаршал | Сэр Джеймс Касселс       | Касселс в центре | 8 февраля 1965 года — 1 марта 1968 года      | [ 24 ]               |
| Фельдмаршал | Сэр Джеффри Бейкер       |                  | 1 марта 1968 года — 1 апреля 1971 года       | [ 26 ] [ 27 ] [ 28 ] |
| Фельдмаршал | Сэр Майкл Карвер         |                  | 1 апреля 1971 года — 19 июля 1973 года       | [ 27 ] [ 29 ]        |
| Генерал     | Сэр Питер Хант           |                  | 19 июля 1973 года — 15 июля 1976 года        | [ 30 ] [ 31 ]        |
| Фельдмаршал | Сэр Роланд Гиббс         |                  | 15 июля 1976 года — 14 июля 1979 года        | [ 32 ] [ 33 ]        |
| Фельдмаршал | Сэр Эдвин Брамолл        |                  | 14 июля 1979 года — 1 августа 1982 года      | [ 34 ] [ 35 ] [ 36 ] |
| Фельдмаршал | Сэр Джон Уилфред Станиер |                  | 1 августа 1982 года — 28 июля 1985 года      | [ 31 ] [ 37 ] [ 38 ] |
| Фельдмаршал | Сэр Найджел Багналл      |                  | 28 июня 1985 года — 10 сентября 1988 года    | [ 39 ]               |
| Фельдмаршал | Сэр Джон Чаппл           |                  | 10 сентября 1988 года — 14 февраля 1992 года | [ 40 ]               |
| Фельдмаршал | Сэр Питер Индж           |                  | 14 февраля 1992 года — 15 марта 1994 года    | [ 31 ] [ 41 ] [ 42 ] |
| Генерал     | Сэр Чарльз Гутри         |                  | 15 марта 1994 года — 3 февраля 1997 года     | [ 42 ] [ 43 ]        |
| Генерал     | Сэр Роджер Нил Уилер     |                  | 3 февраля 1997 года — 17 апреля 2000 года    | [ 44 ] [ 45 ]        |
| Генерал     | Сэр Майкл Уокер          |                  | 17 апреля 2000 года — 1 февраля 2003 года    | [ 46 ] [ 47 ] [ 48 ] |
| Генерал     | Сэр Майк Джексон         |                  | 1 февраля 2003 года — 29 августа 2006 года   | [ 49 ]               |
| Генерал     | Сэр Ричард Даннат        |                  | 29 августа 2006 года — 28 августа 2009 года  | [ 50 ] [ 51 ]        |
| Генерал     | Сэр Дэвид Ричардс        |                  | 28 августа 2009 года — 15 сентября 2010 года | [ 52 ] [ 53 ]        |
| Генерал     | Сэр Питер Уолл           |                  | 15 сентября 2010 года — 5 сентября 2014 года | [ 54 ]               |
| Генерал     | Сэр Ник Картер           |                  | 5 сентября 2014 года — 11 июня 2018 года     | [ 55 ]               |
| Генерал     | Сэр Марк Карлтон-Смит    |                  | 11 июня 2018 года — 13 июня 2022 года        | [ 56 ]               |
| Генерал     | Сэр Патрик Сандерс       |                  | 13 июня 2022 года — по настоящее время       | [ 57 ]               |